# Dozwolony użytek szkolny

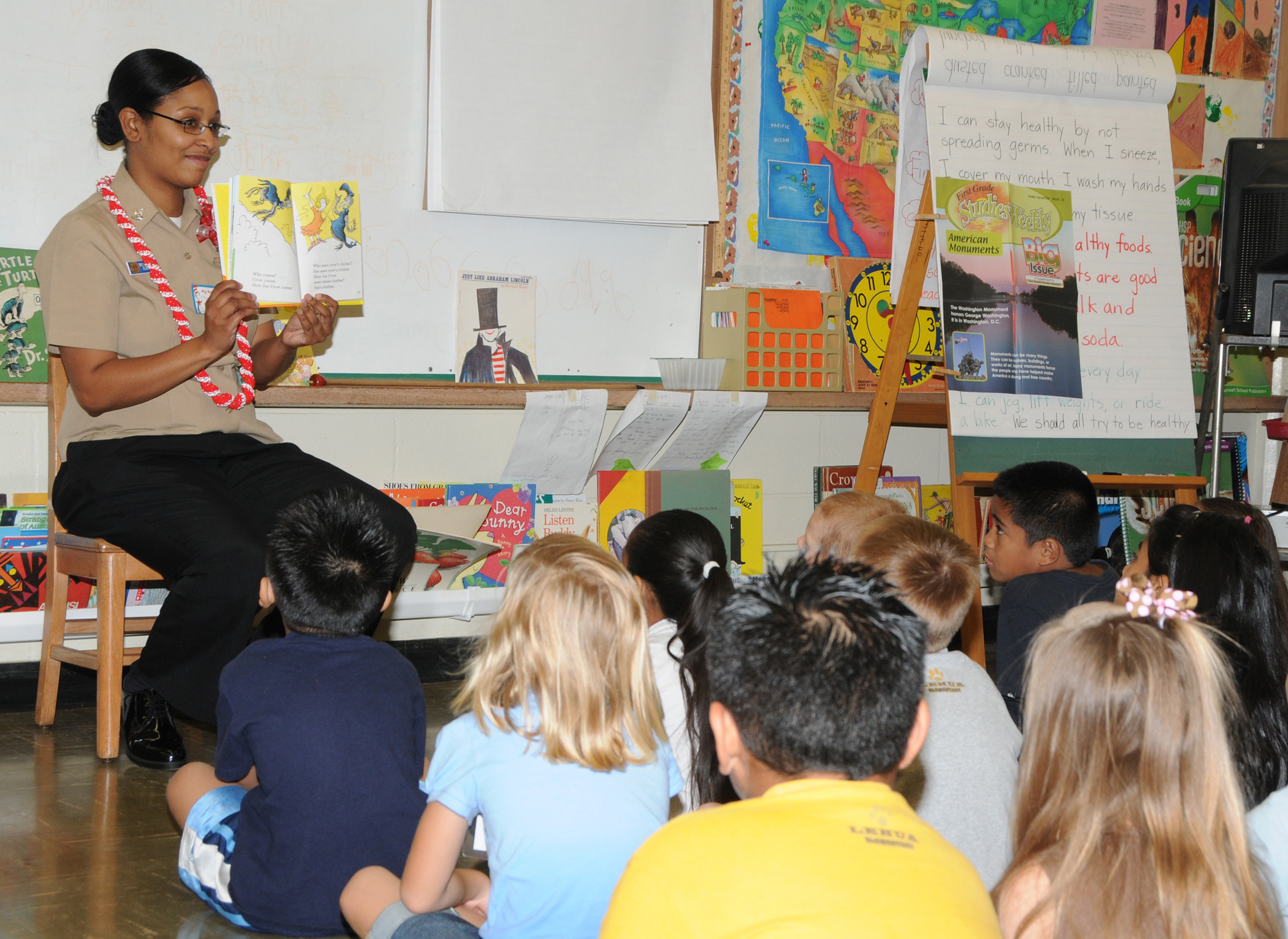
Dozwolony użytek w dydaktyce

Ikonografika przedstawiająca zasady dozwolonego użytku w edukacji

Dozwolony użytek szkolny – potoczna nazwa jednej z postaci dozwolonego użytku publicznego, która pozwala instytucjom prowadzącym działalność dydaktyczną lub naukową korzystać w pewnym zakresie z utworów. Ułatwia ona popularyzację wiedzy, rozwój nauki.
W ustawie o prawie autorskim z 1994 został uregulowany w art. 27. Został on zmieniony w ramach nowelizacji z 2015. Odpowiednikami tego przepisu w dyrektywie 2001/29/WE są art. 5 ust. 2 lit. c) oraz ust. 3 lit. a). Zbliżonym zagadnieniom, dotyczącym dozwolonego użytku na rzecz edukacji i nauki, są poświęcone prace WIPO .

## Beneficjenci
Nowelizacja z 2015 doprecyzowała krąg beneficjentów tej postaci dozwolonego użytku. Zdefiniowano pojęcie „instytucji oświatowej”. Niedookreślone sformułowanie „instytucje naukowe” zastąpiono pojęciami uczelni i jednostek naukowych. Jak zauważono w uzasadnieniu do nowelizacji, na omawiany przepis często powoływały się inne podmioty. W szczególności od 2015 na dozwolony użytek szkolny nie mogą się powołać organizacje pozarządowe nieprowadzące instytucji oświatowej, uczelni ani jednostki naukowej.

## Dozwolone korzystanie
W 2015 dozwolony sposób korzystania uległ zawężeniu w części „dydaktycznej”. Dodano przesłankę z art. 5 ust. 3 lit. a) dyrektywy 2001/29/WE. Odtąd dozwolony użytek szkolny obejmuje korzystanie z utworów na potrzeby zilustrowania treści przekazywanych w celach dydaktycznych (w ramach nauczania) lub w celu prowadzenia badań naukowych. Dlatego korzystanie wyłącznie w celach rozrywkowych nie jest objęte dozwolonym użytkiem. Jeżeli chodzi o badania naukowe, na ten przepis można się powoływać także przy udziale zewnętrznych podmiotów w badaniach.
Do czasu nowelizacji dozwolony użytek szkolny zezwalał na sporządzanie materialnych kopii (egzemplarzy) fragmentów utworu. Od 2015 wolno zwielokrotniać dowolną techniką (w tym cyfrową) rozpowszechnione drobne utwory w całości lub fragmenty większych utworów. Nie istnieje precyzyjne określenie, czy utwór jest „drobny” lub „większy”. Podobnie nie określa się precyzyjnie rozmiaru cytatu ani rozmiaru utworów zamieszczanych w podręcznikach, wypisach i antologiach. Można jedynie uznać, że te cechy są przeciwstawne. W ocenie, czy utwór jest „drobny” czy „większy”, pomocne może być kryterium możliwości osobnej publikacji. Wydaje się, że drobne utwory są równoważne fragmentom większych utworów. „Drobny utwór to taki, którego podział jest niemożliwy”, tzn. którego fragmenty samodzielnie nie mają sensu.
Korzystanie z całych utworów, z którym wiąże się ich zwielokrotnianie, jest poza zakresem tej regulacji. Zwielokrotnianie „szkolne” może odbywać się jedynie na potrzeby zilustrowania nauczanych treści. To wyjaśnia wątpliwości związane m.in. z praktyką kopiowania całych podręczników na potrzeby wszystkich uczniów klasy lub szkoły. Od 2015 takie działanie może mieć podstawę jedynie w dozwolonym użytku prywatnym.
Kolejną zmianą z 2015 jest zezwolenie na cyfrowe korzystanie z utworów (nauczanie na odległość), o ile korzystająca instytucja wprowadzi ograniczenie kręgu użytkowników do zidentyfikowanych osób. Zdaniem niektórych prawników ograniczenie wielkości wykorzystywanych utworów dotyczy także tego sposobu korzystania. Część specjalistów zajmuje przeciwne stanowisko.